# 油麻菜籽 (電影)
《油麻菜籽》，是1984年上映的台灣電影，內容依據作家廖輝英所撰寫的小说《油麻菜籽》為基礎進行改編；同時擁有台語及國語兩套版本，並為符合當時金馬獎獎勵優良國語影片實施要點的報名規定，以華語版本參加競賽，榮獲多項提名，2023年數位修復時由國家電影及視聽文化中心還原久未重映的台語版本。此片陸續獲得金馬獎最佳女配角、金馬獎最佳改編劇本、香港電影金像獎年度十大華語片。

## 概述
故事劇情描述台灣女性的傳統婦道觀念，宛如「油麻菜籽」一般僅能隨遇而安，永遠逃不出宿命的安排。（臺灣話「油麻菜籽」就是 『油菜』或稱『油菜花』）

## 音樂
油麻菜籽( 歌詞 )

作詞：李宗盛　作曲：李宗盛

你從那些艱苦的日子走來

是怎樣莫可奈何的忍耐

而從前未曾給我的愛和關懷

今天在你帶淚的笑裡找來

誰說我的命運好像那油麻菜

只是你不知將它往哪裡栽

就算我的命運好像那油麻菜

但是我知道了怎樣去愛

才盼望你將我抱個滿懷

日子就已蕩呀蕩的來到現在

經過了那些無奈和期待

我好高興有了自己的將來

- 原本電影主題曲是由蔡琴主唱,後來原作詞(曲)人李宗盛發行作品集時又重新翻唱
- YouTube上的蔡琴-油麻菜籽

## 劇情簡介
|                    | 女人是油麻菜籽命，落在哪裏就長到哪裏...... |
| ——引自電影海報標題 |                                            |

閩南人用「油麻菜籽」比喻女人的命運，說她們像油麻菜籽一樣隨風飄散，落到哪裡長到哪裡。秀琴出身於台灣有錢人家，是嬌生慣養的小姐，嫁給李世俊後卻經常遭到丈夫的冷落和打罵。李世俊在外玩女人，還將她的嫁妝拿出去賣錢揮霍。她只能忍氣吞聲，操持家務、生兒育女。在家中，兒子阿雄得到父親的嬌慣，吃喝、玩耍、不幹活。女兒阿惠卻得不到父親的憐愛。一次，丈夫引誘別人妻子的醜事敗露，秀琴變賣全部家當，為其平息糾紛。後來全家遷到台北，另謀生路。自此，夫妻在家裡的地位顛倒了過來，秀琴成了家庭的主宰。但她同樣重男輕女，兒子受到縱容，阿惠雖聯考時成績優秀，考上第一志願北一女，仍要做許多家務活計。這時，父親對阿惠的態度變好，給予她許多疼愛。在台北經過一段困窘的生活，家境逐漸好轉。秀琴變得講究衣飾打扮，追求享樂。她對阿惠交男朋友進行干涉，不讓女兒嫁給她所愛的戀人沈立偉。但大學畢業的阿惠，不再接受像油麻菜籽一樣的命運安排，終於同相愛的立偉結為夫妻。最終，秀琴承認了阿惠的選擇。

## 人物角色
| 角色名稱       | 演員   | 備註         |
| -------------- | ------ | ------------ |
| 李世俊         | 柯一正 | 秀琴的丈夫   |
| 秀琴           | 陳秋燕 |              |
| 李文惠（成年） | 蘇明明 | 李世俊的女兒 |
| 李文惠（國小） | 張毓芝 |              |
|                | 佩佩   |              |
| 李文惠（童年） | 李淑楨 |              |
| 老醫生         | 賴德南 | 秀琴的父親   |
| 阿雄（成年）   | 張世   | 李文惠的哥哥 |
| 周棟宏         | 周辰達 |              |
| 阿雄（童年）   | 顏正國 |              |
| 阿雄（童年）   | 陳錫照 |              |
| 沈立偉         | 庹宗華 | 李文惠的男友 |

## 獎項

### 榮獲
- 第21屆金馬獎

- 「最佳女配角獎」：陳秋燕
- 「最佳改編劇本獎」：侯孝賢、廖輝英

- 香港電影金像獎

- 「年度十大華語片」

## 備註
1. ↑  香港電影票房 1985 〔華語電影〕 （页面存档备份，存于），〈香港電影票房全紀錄〉
2. ↑  1984年台灣票房 的存檔，存档日期2004-12-14.，〈台灣電影資料庫〉

## 外部連結
- 開眼電影網上《油麻菜籽》的資料（繁體中文）
- 香港影庫上《油麻菜籽》的資料（繁體中文）
- 时光网上《油麻菜籽》的資料（简体中文）
- 豆瓣电影上《油麻菜籽》的資料 （简体中文）
- AllMovie上《油麻菜籽》的资料（英文）
- 互联网电影数据库（IMDb）上《油麻菜籽》的资料（英文）
- 油麻菜籽（Ah Fei），〈台灣電影資料庫〉